# Анклунг
Анклунг е музикален перкусионен инструмент от групата на дървените идиофони. По произход този инструмент е от Индонезия.
Състои се от дървена стойка и механизъм от бамбукови елементи, които при разклащане започват да звучат. Анклунгът има определена височина на тона и диапазон от 1 октава.
При свиренето на аклунг се използват ладовете пелог и слендро.